# 시간을 달리는 남자
《시간을 달리는 남자》는 2017년 3월 31일부터 2017년 5월 5일까지 tvN에서 방송된 토크쇼 프로그램이다.

## 출연자
- 신현준
- 조성모
- 데프콘
- 최민용
- 정형돈
- 송재희

## 게스트
| 회차 | 게스트                             |
| ---- | ---------------------------------- |
| 1회  | 라붐 (율희 & 솔빈 & 해인)          |
| 2회  | 구구단 (혜연 & 세정 & 미나 & 나영) |
| 3회  | 딘딘 & 허영지                      |
| 4회  | 레드벨벳 (아이린 & 슬기 & 예리)    |
| 5회  | B1A4 (바로 & 산들 & 신우)          |
| 6회  | 박민하 & 홍화철(홍성흔의 아들)     |

## 시청률
| 회차 | 방송일자        | AGB 시청률 | TNmS 시청률 |
| ---- | --------------- | ---------- | ----------- |
| 1회  | 2017년 3월 31일 | 0.8%       | 1.1%        |
| 2회  | 2017년 4월 7일  | 0.7%       | 1.3%        |
| 3회  | 2017년 4월 14일 | 0.3%       | 0.8%        |
| 4회  | 2017년 4월 21일 | 0.9%       | 0.7%        |
| 5회  | 2017년 4월 28일 | 1.3%       | 1.1%        |
| 6회  | 2017년 5월 5일  | 1.0%       | 1.0%        |